# 弗洛里斯五世
弗洛里斯五世（荷蘭語：Floris V van Holland，1254年6月24日—1296年6月27日），荷蘭伯爵，1256年至1296年在位。

## 家庭
1271年左右，弗洛里斯與佛蘭德伯爵當皮埃爾的居伊之女貝亞特麗絲結婚，兩人共有1子1女：
1. 揚一世（1284年—1299年）
2. 瑪格麗特